# 가득희
가득희(賈得熙, 1984년 4월 22일 ~ )는 대한민국의 배우이다.

## 이력
2003년에 연극 배우로 첫 데뷔하였다.

## 학력
- 서울예술대학교 연극과

## 연기 활동

### 드라마
- 2009년 KBS2 수목드라마 《파트너》 ... 오영이 역
- 2009년 KBS2 수목드라마 《2009 전설의 고향 - 묘정의 구슬》 ... 소빈 역
- 2010년 KBS2 단막극 《KBS 드라마 스페셜 - 조금 야한 우리 연애》 ... 맞선녀 역
- 2010년 MBC 월화드라마 《역전의 여왕》 ... 부민아 역
- 2011년 KBS2 수목드라마 《공주의 남자》 ... 류씨 부인 역
- 2011년 MBC 수목드라마 《지고는 못살아》 ... 가득희 역
- 2011년 MBN 일일시트콤 《왔어 왔어 제대로 왔어》 ... 로라 장 역
- 2012년 tvN 수목드라마 《인현왕후의 남자》 ... 조수경 역
- 2012년 MBC 월화드라마 《골든타임》 ... 서효은 역
- 2013년 tvN 월화드라마 《나인: 아홉 번의 시간여행》 ... 김유진 역
- 2013년 MBC 일일 특별기획 《구암 허준》 ... 세희 역
- 2013년 MBC 일일 특별기획 《제왕의 딸 수백향》 ... 나은 역
- 2014년 MBC 수목드라마 《내 생애 봄날》 ... 주세나 역
- 2015년 MBC 수목드라마 《달콤살벌 패밀리》 ... 박선영 역
- 2016년 MBC 일일연속극 《행복을 주는 사람》 ... 손명선 역
- 2017년 tvN 월화드라마 《하백의 신부 2017》 ... 은행원 역
- 2018년 KBS1 일일드라마 《내일도 맑음》
- 2020년 tvN 월화드라마 《(아는 건 별로 없지만) 가족입니다》 ... 서경옥 역

### 영화
- 2016년 《그날의 분위기》 ... 윤주 역